# Yonaguni jezik
Yonaguni jezik (ISO 639-3: yoi), jedan od tri sakishimskih jezika, japanska porodica, kojim govori 800 ljudi (2004) na otoku Yonaguni i južnoj Okinawi.
Danas ga govore uglavnom odrasle osobe; u upotrebi je i japanski

## Vanjske poveznice
- Ethnologue (14th)
- Ethnologue (15th)